# Ernesto Sestan
Ernesto Sestan (* 2. November 1898 in Trient; † 19. Januar 1986 in Florenz) war ein italienischer Historiker, der sich mit der Geschichte von der Spätantike bis ins 20. Jahrhundert befasste. Er war sowohl ein Kenner der deutschen als auch der italienischen Geschichte und der Geschichtsschreibung.

## Herkunft, Soldat im Ersten Weltkrieg
Die Familie Sestans, seine Eltern waren Corrado Sestan und Carolina Calioni, stammte aus Istrien, nämlich aus Albona, dem heutigen Labin. Corrado war ein einfacher Grundbuch-Sachbearbeiter der Katastralgemeinde Albona, Carolina entstammte einer wohlhabenden, bürgerlichen Familie. Im Januar 1898 wurde Corrado Sestan nach Trient versetzt, wohin die Familie umsiedelte. In den folgenden Jahren unterhielt sie weiterhin intensive Kontakte in ihre Heimat. Ihr Sohn Ernesto Sestan wurde in Trient geboren. Dort verbrachte er die ersten eineinhalb Jahrzehnte seines Lebens.
Nach dem italienischen Kriegseintritt in den Ersten Weltkrieg im Mai 1915 sah sich seine Familie  gezwungen, nach Innsbruck zu ziehen, im Juli 1916 starb seine Mutter. 1917, wurde Sestan als Unteroffizier in die österreichisch-ungarische Armee eingezogen und kämpfte anschließend in Transsylvanien an der rumänischen Front. Aus dieser Zeit sind die von ihm verfassten Memorie von Bedeutung, vor allem aber seine rund 150 Briefe an seinen Vater, die er zwischen Februar 1917 und September 1918 verfasste. 1918 durfte Sestan in Wien die Matura ablegen.

## Studium, Karriere im Faschismus, Befassung mit deutschen Themen
Sestan studierte nach Kriegsende in Florenz, wo er bei Alberto Del Vecchio über Recht und mittelalterliche Institutionengeschichte hörte, und bei Luigi Schiaparelli über Paläographie und Diplomatik. Vor allem aber wurde Gaetano Salvemini sein Lehrer, dessen moralische Integrität ihn stärker faszinierte, wie er sich später erinnerte, als seine Qualitäten als Historiker. Sestans gute Deutschkenntnisse veranlassten seinen Lehrer, ihn zur Beschäftigung mit deutschen Themen anzuregen. So wurde er 1923 mit der Arbeit Le origini del podestà forestiero nei comuni toscani promoviert. Im nächsten Jahr erfolgte die Publikation unter abgewandeltem Titel.
In Florenz besuchte Sestan den Circolo di cultura der Brüder Carlo und Nello Rosselli sowie Ernesto Rossi. Dort entstanden Freundschaften, wie mit Federico Chabod. Von 1924 bis 1925 erlebte er als Augenzeuge die Verhaftung und den Prozess gegen Salvemini um das Blatt Non mollare!. Während sein Lehrer im Gefängnis saß, unterstützte ihn Sestan bei dem Korrekturlesen seiner La politica estera dell’Italia dal 1871 al 1915, die er bis zur Publikation im Jahr 1944 bewahrte. Salvemini nutzte seine Freilassung, um ins Ausland zu fliehen, da er um sein Leben fürchtete; erst 1947 sah in Sestan wieder.
Sestan lehrte von 1925 bis 1926 am Istituto magistrale zu Pisa, dann in Florenz bis 1929. Auf Anfrage des Provveditorato (regionale Verwaltungsbehörde) verfasste er eine knappe Storia della scuola primaria in Toscana. Zugleich arbeitete er mit Rezensionen und Miszellen zu deutschsprachigen mediävistischen Arbeiten im Archivio storico italiano. Größere Freiheiten bot ihm von 1926 bis 1929 Leonardo, eine von Luigi Russo geleitete Zeitschrift. Auch dort rezensierte er zahlreiche Arbeiten, jedoch fast ausschließlich zur jüngeren und jüngsten Geschichte, darunter die Studien von Francesco Ercole und Chabod zu Niccolò Machiavelli. Diese brachten ihm die Achtung von Benedetto Croce ein. Auf diese Weise drang er in Fragestellungen und Methoden vor, die ihm weniger eng erschienen, als die zeitgenössischen Arbeiten zum Mittelalter.
Sestan war ab 1929, zusammen mit Chabod, als Redakteur der Enciclopedia Italiana tätig, und zwar sowohl für die Sektion Mittelalter als auch Moderne. Dort lernte er Gioacchino Volpe kennen. 1930 wechselte er nach Neapel, ohne jedoch die Mitarbeit einzustellen. So verfasste er etwa den Beitrag Germania (dalla Riforma a Napoleone), also über Deutschland von der Reformation bis zu Napoleon, oder über Europa (den Mittelalterteil übernahm hier Giorgio Falco). Ab 1931 war er für fünf Jahre als Sekretär der Königlichen Akademie Italiens tätig; dies gelang durch die Freundschaften mit Chabod und vor allem mit Volpe, dem Generalsekretär, wodurch er die Leitung des Ministero dell’Educazione nazionale, des nationalen Bildungsministeriums erlangte. Wieder mit Unterstützung Volpes und durch Arturo Marpicati, den Kanzler der Akademie, erhielt er eine Planstelle. Erneut war es Volpe, der ihn gegen die Angriffe durch Agostino Nasti in der Critica fascista verteidigte, mit Sestan sei ein Schüler Salveminis auf den Posten gelangt.
Über Max Weber veröffentlichte Sestan einen Aufsatz, der in den Jahren 1933/34 erschien. In der zweiten Hälfte der 1930er Jahre veröffentlichte er historische Porträts zu den brandenburgischen Kurfürsten und preußischen Königen sowie des Prinzen Eugen.
Sestan sah sich gezwungen, in die Faschistische Partei einzutreten, um seine berufliche Stellung abzusichern, ein Schritt, wie er später bekannte, ha inciso in me molto nel profondo e mi ha lasciato e mi lascerà dell’amaro finché vivrò. Von 1936 bis 1939 war Sestan, unzufrieden mit der bürokratischen Arbeit, Schulrat in Siena und wurde danach Redakteur der von Gioacchino Volpe geleiteten Rivista Storica Italiana. Dort entstanden freundschaftliche Bindungen zu Walter Maturi, des benachbarten Istituto Storico Italiano per l’età moderna e contemporanea, sowie zu Carlo Morandi. Volpe war zwar formal Direktor der Rivista, doch faktisch füllte Sestan diese Position aus. 1941 veröffentlichte Sestan im vierzehntäglich erscheinenden Popoli auf Initiative vor allem von Chabod und Morandi über die Könige von Preußen. Auf Ermunterung Morandis schrieb er zudem in Primato, die von Giuseppe Bottai herausgegebene Zeitschrift, Risorgimento italiano e unità tedesca. Darin wehrte er sich gegen die Parallelisierung der Gründungen des Deutschen Reiches und Italiens. Sestan betonte hingegen die Gründung Italiens aus dem Geist der Freiheit und der Unabhängigkeit, hingegen diejenige Deutschlands aus dem Geist des Nationalismus, dessen Durchführung in der Hand der Militärmacht Preußen lag.

## Nachkriegszeit, Ehe, Lehrstuhl in Florenz
Die Nachkriegszeit, Rom wurde im Juni 1944 befreit, brachte eine Wiederanbindung an seine Herkunft. In Rom entstand ein Comitato giuliano, das sich zum Ziel setzte, die Öffentlichkeit und die Regierung davon in Kenntnis zu setzen, dass eine vollständige Annexion der Venezia Giulia durch Jugoslawien drohe. Sestan als eine Art Sekretär ließ dem Außenminister Alcide De Gasperi ein entsprechendes Memorandum zukommen. Dieses Dossier bildete die Basis für  Venezia Giulia. Lineamenti di storia etnica e culturale, das 1947 in Rom erschien. Cinzio Violante hob anlässlich der Neuauflage im Jahr 1965 hervor, es handle sich um ein Modell für eine durchdachte und probate Synthese der Geschichte einer italienischen Region. 1946 war in der Reihe Studi storici per la Costituente der Band La Costituente di Francoforte (1848–1849) erschienen. Beim Referendum über die Abschaffung der Monarchie votierte Sestan am 2. Juni 1946 für deren Erhaltung als Symbol der Kontinuität der Nation des liberal-demokratischen, präfaschistischen Italien.
Im Juni 1948 heiratete Sestan Margherita Mercatelli, seine einstige Schülerin im Istituto magistrale von Florenz. Im selben 1948 wurde er an die Universität Cagliari berufen und übernahm den Lehrstuhl für Mittlere und Neuere Geschichte. Außerdem lehrte er als Professor von 1952 bis 1954 in Pisa an der Scuola normale superiore (Philosophie der Geschichte, später Methodologie), wechselte im November 1951 an die Universität und lehrte schließlich von 1954 bis 1969 in Florenz, wo er Nachfolger von Nicola Ottokar auf dem Lehrstuhl für Mediävistik wurde. Der Accademia dei Lincei gehörte er seit 1957 als korrespondierendes Mitglied an, 1975 wurde er Vollmitglied.
Forschungsschwerpunkt Sestans war die Geschichte der Geschichtsschreibung, aber auch methodologische Fragen beschäftigten ihn. Durch seine Arbeiten zur Geschichte der italienischen Städte erreichte er als Historiker internationales Ansehen. Ein weiterer Schwerpunkt waren „Nation“ und „Nationalität“. Als eines seiner Hauptwerke gilt die 1952 veröffentlichte Darstellung Staat und Nation im Hochmittelalter. Der Ursprung der Nation in Deutschland, Frankreich und Italien, ein Thema, das ihn schon seit jeher interessiert habe, wie er später schrieb. Die Aufgaben am Lehrstuhl veranlassten ihn, sich verstärkt dem Mittelalter zuzuwenden. So entstanden Arbeiten wie La città comunale italiana dei secoli XI–XIII nelle sue note caratteristiche rispetto al movimento comunale europeo oder Le origini delle signorie cittadine: un problema storico esaurito? (1961), die Scritti storici e geografici (Florenz 1957). Auch befasste er sich mit dem Habsburgerreich oder mit La Firenze di Vieusseux e di Capponi, das 1986 erschien, eine Arbeit über die Toskana des 19. Jahrhunderts mit politischen und kulturellen Schwerpunkten. Seine Mittelalterarbeiten bahnten ihm 1959 den Weg in das Komitee des Centro italiano di studi sull’alto medioevo, dem wohl renommiertesten Institut zur Geschichte des Frühmittelalters in Italien. 1967 wechselte Sestan hausintern auf den Lehrstuhl für Moderne Geschichte. 1969 wurde er Präsident der Deputazione di storia patria per la Toscana und Direktor des Archivio Storico Italiano. 1973 verfassten Schüler eine Bibliographie seiner Arbeiten, 1980 erschien die zweibändige Schrift Studi di storia medievale e moderna per Ernesto Sestan. 1985 zog sich Sestan aus gesundheitlichen Gründen von allen Verpflichtungen zurück.
Die Erben Sestans überließen sein privates Archiv dem Pisaner Centro archivistico della scuola normale superiore.

## Schriften (Auswahl)
Siehe das vollständige Schriftenverzeichnis in Bibliografia degli scritti di Ernesto Sestan. In: Ernesto Sestan, Scritti vari. Bd. 1, Florenz 1988, S. 1–49.
- Stato e nazione nell’Alto Medioevo. Ricerche sulle origini nazionali in Francia, Italia, Germania (= Biblioteca Storica. NS Bd. 3, ZDB-ID 1338690-6). Edizioni Scientifiche Italiane, Neapel 1952.
- Scritti vari. 5 Bände, Le Lettere, Florenz 1988–2011 (= gesammelte kleine Schriften)
  - Bd. 1: Alto Medioevo. 1988.
  - Bd. 2: Italia comunale e signorile. 1989.
  - Bd. 3: Storiografia dell’Otto e Novecento. 1991.
  - Bd. 4: L’età contemporanea. 1999.
  - Bd. 5; Storia moderna. 2011.